# GA 4
Die Geschirrspülmaschine GA 4 war ein Produkt des Kombinat VEB Elektrogerätewerk Suhl und wurde von 1972 bis 1973 hergestellt. GA 4 blieb die einzige Geschirrspülmaschine für Privathaushalte in der DDR.

## Geschichte
Ab 1972 wurde im VEB Elektrogerätewerk Suhl (EGS) die Geschirrspülmaschine GA 4 mit sechs Waschprogrammen unter dem Namen GA 4 produziert.
Im Jahr 1972 wurden 5000 und im Jahr 1973 8000 Stück hergestellt. Anschließend wurde die Produktion wieder eingestellt.
Auch ein spezielles Spülmittel (Sulax) samt Klarspüler (Klaro) wurde produziert.
Das Gerät wurde 1972 für 1300 DDR-Mark unter dem Markennamen AKA electric verkauft.